# Bariometo Segundo
Bariometo Segundo är en ort i Mexiko.   Den ligger i kommunen Navolato och delstaten Sinaloa, i den västra delen av landet, 1 100 km nordväst om huvudstaden Mexico City. Bariometo Segundo ligger 3 meter över havet och antalet invånare är 299.
Terrängen runt Bariometo Segundo är mycket platt. Havet är nära Bariometo Segundo åt sydväst. Runt Bariometo Segundo är det ganska tätbefolkat, med 155 invånare per kvadratkilometer. Närmaste större samhälle är Altata, 4,4 km sydväst om Bariometo Segundo. Omgivningarna runt Bariometo Segundo är i huvudsak ett öppet busklandskap.